# Festival international du film de Saint-Jean-de-Luz
 (mars 2017).
Si vous disposez d'ouvrages ou d'articles de référence ou si vous connaissez des sites web de qualité traitant du thème abordé ici, merci de compléter l'article en donnant les références utiles à sa vérifiabilité et en les liant à la section « Notes et références ».
Le Festival international du film de Saint-Jean-de-Luz (FIFSJDL) est un festival de cinéma annuel qui se tient à Saint-Jean-de-Luz (Pyrénées-Atlantiques) en octobre, depuis 2014. Il a été créé après l'arrêt du Festival des Jeunes Réalisateurs qui avait été lancé en 1996. Le Festival présente des premiers ou deuxièmes films, longs et courts, de cinéastes du monde entier. 10 longs métrages sont sélectionnés en compétition. 

## Président et membres du jury
Le jury est composé de professionnels du cinéma.
| Édition (année)    | Président du jury | Membres du jury |
| ------------------ | ----------------- | --- |
| 1re Édition (2014) | Xavier Beauvois   | Alex Beaupain (compositeur), Laurent Bénégui (romancier), Marie Kremer (actrice), Michèle Laroque (actrice), Stéphanie Murat (réalisatrice), Christophe Offenstein (réalisateur)           |
| 2e Édition (2015)  | Josiane Balasko   | Olivier Marchal (réalisateur), Manu Payet (acteur), Claude Perron (actrice), Julia Piaton (actrice), Alexis Rault (compositeur), Gilles Sacuto (producteur)                                |
| 3e Édition (2016)  | Cédric Klapisch   | Stéfi Celma (actrice), Maxime Delauney (producteur), Alice Isaaz (actrice), Louis-Julien Petit (réalisateur), Marco Prince (compositeur), Sophie Verbeeck (actrice)                        |
| 4e Édition (2017)  | Michèle Laroque   | Hugo Becker (comédien), Lola Doillon (réalisatrice), Marc Fitoussi (réalisateur), Gringe (acteur - interprète), Anne Marivin(comédienne), Sarah Stern (comédienne)                         |
| 5e Édition (2018)  | Corinne Masiero   | Aure Atika (comédienne), Kee-Yoon Kim (comédienne), Lidia Leber Terki (réalisatrice), M-A Luciani (productrice), M-C Mention-Schaar (réalisatrice productrice), Sonia Rolland (comédienne) |
| 6e Édition (2019)  | Catherine Corsini | Djanis Bouzyani (comédien), Céline Cloarec (monteuse), Zita Hanrot (comédienne), Grégory Montel (comédien), Laurent Perez del Mar (compositeur), Cyprien Vial (réalisateur)                |
| 7e Édition (2020)  | Xavier Legrand    | Robin Coudert (compositeur), Marie Gillain (actrice), Loup-Denis Elion (acteur), Clémence Poésy (actrice - réalisatrice)                                                                   |
| 8e Édition (2021)  | Thierry Klifa     | Nadège Beausson-Diagne (actrice), Florence Loiret Caille (actrice), Christophe Rossignon (producteur), Lolita Chammah (actrice)                                                            |
| 9e Édition (2022)  | Géraldine Pailhas | Charlène Favier (réalisatrice), Stéphane Foenkinos (réalisateur, auteur), Jean Paul Gaultier (couturier), Valérie Karsenti (actrice)                                                       |
| 10e Édition (2023) | Agnès Jaoui       | Guillaume de Tonquédec (acteur), William Lebghil (acteur), Alysson Paradis (actrice), Sarah Suco (actrice, réalisatrice)                                                                   |
| 11e Édition (2024) | Zabou Breitman    | Anne Charrier (actrice), Alexis Michalik (acteur, auteur, réalisateur), Safy Nebbou (réalisateur), Reinhardt Wagner (compositeur)                                                          |

## Palmarès

### Chistera du meilleur film
| Année | Film                              | Réalisateur      | Pays        |
| ----- | --------------------------------- | ---------------- | ----------- |
| 1998  | Un 32 août sur terre              | Denis Villeneuve | Québec      |
| 2006  | L'Audition                        | Luc Picard       | Québec      |
| 2007  | Deux Vies plus une                | Idit Cebula      | France      |
| 2008  | Cumbia callera                    | René Villareal   | Mexique     |
| 2009  | In the Loop                       | Armando Iannucci | Royaume-Uni |
| 2010  | Shahada                           | Burhan Qurbani   | Allemagne   |
| 2011  | Une bouteille à la mer            | Thierry Binisti  | France      |
| 2012  | Syngué sabour. Pierre de patience | Atiq Rahimi      | France      |
| 2013  | Le Géant égoïste                  | Clio Barnard     | Royaume-Uni |

### Grand Prix
| Année | Film                     | Réalisateur                       | Pays                                 |
| ----- | ------------------------ | --------------------------------- | ------------------------------------ |
| 2014  | Bébé tigre               | Cyprien Vial                      | France                               |
| 2015  | À peine j'ouvre les yeux | Leyla Bouzid                      | France Tunisie                       |
| 2016  | Olli Maki                | Juho Kuosmanen                    | Finlande                             |
| 2017  | Jusqu'à la garde         | Xavier Legrand                    | France                               |
| 2018  | Monsieur                 | Rohena Gera                       | Inde                                 |
| 2018  | Tel Aviv on Fire         | Sameh Zoabi                       | Luxembourg- France- Israël- Belgique |
| 2019  | Sympathie pour le diable | Guillaume de Fontenay             | Québec                               |
| 2020  | La Terre des hommes      | Naël Marandin                     | France                               |
| 2021  | L'événement              | Audrey Diwan                      | France                               |
| 2022  | Butterfly Vision         | Maksym Nakonechnyi                | Ukraine                              |
| 2023  | Dissidente (Richelieu)   | Pier-Philippe Chevigny            | Québec France                        |
| 2024  | Au pays de nos frères    | Alireza Ghasemi et Raha Amirfazli | Iran                                 |

### Chistera du meilleur réalisateur
| Année | Réalisateur            | Film                                               | Pays                    |
| ----- | ---------------------- | -------------------------------------------------- | ----------------------- |
| 1996  | Jean-Pierre Améris     | Les Aveux de l'innocent                            | France                  |
| 1997  | David Trueba           | La Buena vita                                      | Espagne                 |
| 1998  | Denis Villeneuve       | Un 32 août sur terre                               | Québec                  |
| 1999  | Anne-Marie Étienne     | Tôt ou tard                                        | France                  |
| 2000  | Patrick Chesnais       | Charmant Garçon                                    | France                  |
| 2001  | Andrucha Waddington    | La Vie peu ordinaire de Dona Linhares              | Brésil                  |
| 2002  | Inés Paris             | Ma mère préfère les femmes (surtout les jeunes...) | Espagne                 |
| 2003  | Émilie Deleuze         | Mister V.                                          | France                  |
| 2004  | Atiq Rahimi            | Terre et Cendres                                   | Afghanistan             |
| 2005  | Inés Paris             | Semen, una historia de amor                        | Espagne                 |
| 2006  | Maïwenn et Roschdy Zem | Pardonnez-moi et Mauvaise Foi                      | France                  |
| 2007  | Manuel Lombardero      | Tuya siempre                                       | Espagne                 |
| 2008  | Arash T. Riahi         | Pour un instant, la liberté                        | France                  |
| 2009  | Armando Iannucci       | In the Loop                                        | Royaume-Uni             |
| 2010  | Sam Taylor-Wood        | Nowhere Boy                                        | Royaume-Uni             |
| 2011  | Michaël R. Roskam      | Bullhead                                           | Belgique                |
| 2012  | Meni Yaesh             | Les Voisins de Dieu                                | Israël                  |
| 2013  | Ritesh Batra           | The Lunchbox                                       | Inde- France- Allemagne |

### Prix du meilleur réalisateur
| Année | Réalisateur                  | Film               | Pays             |
| ----- | ---------------------------- | ------------------ | ---------------- |
| 2014  | Yann Demange                 | 71                 | Royaume-Uni      |
| 2015  | Thomas Bidegain              | Les Cowboys        | France, Belgique |
| 2015  | Grímur Hákonarson            | Béliers            | Islande          |
| 2016  | Alex Anwandter               | Plus jamais seul   | Chili            |
| 2017  | Francis Lee                  | Seule la Terre     | Royaume-Uni      |
| 2018  | Sophie Dupuis                | Chien de garde     | Québec           |
| 2019  | Frédéric Farrucci            | La Nuit venue      | France           |
| 2020  | Ivan Ostrochovsky            | Les Séminaristes   | Slovaquie        |
| 2021  | Ann Sirot et Raphaël Balboni | Une vie démente    | Belgique         |
| 2022  | Carla Simon                  | Nos soleils        | Espagne          |
| 2023  | Nehir Tuna                   | Yurt               | Turquie          |
| 2024  | Lotfi Achour                 | Les enfants rouges | France Tunisie   |

### Prix de la meilleure interprétation masculine
| Année | Acteur                                | Film                       | Réalisateur           | Pays                                                    |
| ----- | ------------------------------------- | -------------------------- | --------------------- | ------------------------------------------------------- |
| 2006  | Luc Picard                            | L'Audition                 | Luc Picard            | Québec                                                  |
| 2007  | Philippe Nahon                        | Vous êtes de la police ?   | Romuald Beugnon       | France                                                  |
| 2008  | Peter Hofman                          | Kalandorok                 | Bela Paczolay         | Hongrie                                                 |
| 2009  | Josean Bengoetxea                     | Ander                      | Roberto Castón        | Espagne                                                 |
| 2010  | Roschdy Zem                           | À bout portant             | Fred Cavayé           | France                                                  |
| 2011  | Matthias Schoenaerts                  | Bullhead                   | Michael R. Roskam     | Belgique                                                |
| 2012  | William Hurt                          | J'enrage de son absence    | Sandrine Bonnaire     | France                                                  |
| 2013  | Irfan Khan                            | The Lunchbox               | Ritesh Batra          | Inde- France- Allemagne                                 |
| 2014  | Grégory Gadebois                      | Le Dernier Coup de marteau | Alix Delaporte        | France                                                  |
| 2015  | Tahar Rahim                           | Les Anarchistes            | Elie Wajeman          | France                                                  |
| 2016  | Kevin Azaïs                           | Compte tes blessures       | Morgan Simon          | France                                                  |
| 2017  | Josh O'Connor                         | Seule la Terre             | Francis Lee           | Royaume-Uni                                             |
| 2018  | Jean-Simon Leduc et Théodore Pellerin | Chien de garde             | Sophie Dupuis         | Québec                                                  |
| 2019  | Niels Schneider                       | Sympathie pour le diable   | Guillaume de Fontenay | Québec                                                  |
| 2020  | Sherab Dorji                          | L’École du bout du monde   | Pawo Choyning Dorji   | Bhoutan                                                 |
| 2021  | Niels Schneider et Sofian Khammes     | Sentinelle sud             | Mathieu Gérault       | France                                                  |
| 2022  | Adam Bessa                            | Harka                      | Lotfy Nathan          | France Tunisie Luxembourg Belgique Allemagne États-Unis |
| 2023  | Diego Murgia                          | Les trois fantastiques     | Michael Dichter       | France                                                  |
| 2024  | Lawrence Valin                        | Little Jaffna              | Lawrence Valin        | France                                                  |

### Prix de la meilleure interprétation féminine
| Année | Actrice                          | Film                      | Réalisateur                       | Pays              |
| ----- | -------------------------------- | ------------------------- | --------------------------------- | ----------------- |
| 2006  | Marie-France Pisier              | Pardonnez-moi             | Maïwenn                           | France            |
| 2007  | Mélanie Doutey                   | Ce soir, je dors chez toi | Olivier Baroux                    | France            |
| 2008  | Lizzie Brocheré et Olympe Borval | Le Chant des mariées      | Karin Albou                       | France            |
| 2009  | Pauline Étienne                  | Le Bel Âge                | Laurent Perreau                   | France            |
| 2010  | Anne-Marie Duff                  | Nowhere Boy               | Sam Taylor-Wood                   | Royaume-Uni       |
| 2011  | Sandra Hüller                    | L'Amour et rien d'autre   | Jan Schomburg                     | Allemagne         |
| 2012  | Laine Mägi                       | Une Estonienne à Paris    | Ilmar Raag                        | France            |
| 2013  | Juliane Kohler                   | D’une vie à l’autre       | Georg Maas                        | Allemagne         |
| 2014  | Jisca Kalvanda                   | Max & Lenny               | Fred Nicolas                      | France            |
| 2015  | Baya Medhaffar                   | À peine j'ouvre les yeux  | Leyla Bouzid                      | France Tunisie    |
| 2016  | Tassadit Mandi                   | Paris la blanche          | Lidia Teber Terki                 | France Algérie    |
| 2017  | Zita Hanrot et Clémence Boisnard | La fête est finie         | Marie Garel-Weiss                 | France            |
| 2018  | Diane Rouxel et Jeanne Cohendy   | Marche ou crève           | Margaux Bonhomme                  | France            |
| 2019  | Rikita Shimu                     | Made in Bangladesh        | Rubaiyat Hossain                  | Bangladesh France |
| 2020  | Daria Lorenci-Flatz              | Mère et fille             | Jure Pavlovic                     | Croatie France    |
| 2021  | Jo Deseure                       | Une vie démente           | Ann Sirot et Raphaël Balboni      | Belgique          |
| 2022  | Rita Burkovska                   | Butterfly Vision          | Maksym Nakonechnyi                | Ukraine           |
| 2023  | Arianne Castellanos              | Dissidente (Richelieu)    | Pier-Philippe Chevigny            | Québec France     |
| 2024  | Hamideh Jafari                   | Au pays de nos frères     | Alireza Ghasemi et Raha Amirfazli | Iran              |

### Prix du public
| Année | Film                          | Réalisateur                  | Pays            |
| ----- | ----------------------------- | ---------------------------- | --------------- |
| 2006  | Mauvaise Foi                  | Roschdy Zem                  | France          |
| 2007  | Ce soir, je dors chez toi     | Olivier Baroux               | France          |
| 2009  | Adam                          | Max Mayer                    | États-Unis      |
| 2010  | Nowhere Boy                   | Sam Taylor-Wood              | Royaume-Uni     |
| 2011  | Les Adoptés                   | Mélanie Laurent              | France          |
| 2012  | Dead Man Talking              | Patrick Ridremont            | Belgique        |
| 2013  | D’une vie à l’autre           | Georg Maas                   | Allemagne       |
| 2014  | L'Oranais                     | Lyes Salem                   | France- Algérie |
| 2015  | À peine j'ouvre les yeux      | Leyla Bouzid                 | France Tunisie  |
| 2016  | Souffler plus fort que la mer | Marine Place                 | France          |
| 2017  | La fête est finie             | Marie Garel-Weiss            | France          |
| 2018  | Monsieur                      | Rohena Gera                  | Inde            |
| 2019  | Sympathie pour le diable      | Guillaume de Fontenay        | Québec          |
| 2020  | L’École du bout du monde      | Pawo Choyning Dorji          | Bhoutan         |
| 2021  | Une vie démente               | Ann Sirot et Raphaël Balboni | Belgique        |
| 2022  | Les engagés                   | Emilie Frèche                | France          |
| 2023  | Dissidente (Richelieu)        | Pier-Philippe Chevigny       | Québec France   |
| 2024  | Les enfants rouges            | Lotfi Achour                 | France Tunisie  |

### Prix du Jury jeunes
| Année | Film                          | Réalisateur                  | Pays                                 |
| ----- | ----------------------------- | ---------------------------- | ------------------------------------ |
| 2006  | Pardonnez-moi                 | Maïwenn                      | France                               |
| 2007  | Ce soir, je dors chez toi     | Olivier Baroux               | France                               |
| 2010  | Dernier étage, gauche, gauche | Angelo Cianci                | France                               |
| 2011  | Les Adoptés                   | Mélanie Laurent              | France                               |
| 2012  | Les Voisins de Dieu           | Meni Yaesh                   | Israël                               |
| 2013  | La Pièce manquante            | Nicolas Birkenstock          | France                               |
| 2014  | L'Oranais                     | Lyes Salem                   | France- Algérie                      |
| 2015  | Un otoño sin Berlín           | Lara Izagirre                | Espagne                              |
| 2016  | Compte tes Blessures          | Morgan Simon                 | France                               |
| 2017  | Le Semeur                     | Marine Francen               | France                               |
| 2018  | Tel Aviv on Fire              | Sameh Zoabi                  | Luxembourg- France- Israël- Belgique |
| 2019  | Sympathie pour le diable      | Guillaume de Fontenay        | Québec                               |
| 2020  | De nos frères blessés         | Hélier Cisterne              | France                               |
| 2021  | Une vie démente               | Ann Sirot et Raphaël Balboni | Belgique                             |
| 2022  | Amore mio                     | Guillaume Gouix              | France                               |
| 2023  | L'homme d'argile              | Anaïs Tellenne               | France                               |
| 2024  | Little Jaffna                 | Lawrence Valin               | France                               |

### Prix du Jury - Courts métrages
| Année | Court-métrage                    | Réalisateur                             |
| ----- | -------------------------------- | --------------------------------------- |
| 2010  | Le Grand moment de solitude      | Wilfried Meance                         |
| 2011  | L'Accordeur                      | Olivier Treiner                         |
| 2012  | Ce n’est pas un film de cow-boys | Benjamin Parent                         |
| 2013  | Véhicule école                   | Benjamin Guillard                       |
| 2014  | Princesse                        | Marie-Sophie Chambon                    |
| 2015  | Joséphine Arthus                 | Zoé Gabillet                            |
| 2015  | Gagarine                         | Fanny Liatard et Jérémy Trouilh         |
| 2016  | La tortue                        | Thomas Blumenthal et Romain Doupouridis |
| 2017  | Marlon                           | Jessica Palud                           |
| 2018  | Make It Soul                     | Jean-Charles Mbotti Malolo              |
| 2018  | Malik                            | Nathan Carli                            |
| 2019  | De particulier à particulier     | Julien Sauvadon                         |
| 2020  | Le Cercle d’Ali                  | Antoine Beauvois-Boetti                 |
| 2021  | Haut les cœurs                   | Adrian Moyse Dullin                     |
| 2022  | Fairplay                         | Zoel Aeschbacher                        |
| 2023  | Un bon garçon                    | Paul Vincent de Lestrade                |

### Prix du Jury Jeunes - Courts métrages
| Année | Court-métrage             | Réalisateur                            |
| ----- | ------------------------- | -------------------------------------- |
| 2014  | La nouvelle musique       | François Goetghebeur et Nicolas Lebrun |
| 2015  | (En)vie                   | Maud Forget                            |
| 2016  | La tortue                 | Thomas Blumenthal & Romain Doupouridis |
| 2017  | Ordalie                   | Sacha Barbin                           |
| 2018  | Make it soul              | Jean-Charles Mbotti Malolo             |
| 2019  | Ne demande pas ton chemin | Déborah Hassoun                        |
| 2020  | Camille sans contact      | Paul Nouhet                            |
| 2021  | Titan                     | Valéry Carnoy                          |
| 2022  | Fairplay                  | Zoel Aeschbacher                       |
| 2023  | Assoifé                   | Lisa Sallustio                         |

### Prix du public - Courts métrages
| Année | Court-métrage                       | Réalisateur                            |
| ----- | ----------------------------------- | -------------------------------------- |
| 2010  | Le Grand moment de solitude         | Wilfried Meance                        |
| 2011  | Aime-moi                            | David Courtil                          |
| 2012  | Renée                               | Jezabel Marques-Nakache                |
| 2013  | Ce sera tout pour aujourd’hui       | Elodie Navarre                         |
| 2014  | La nouvelle musique                 | François Goetghebeur et Nicolas Lebrun |
| 2015  | Au sol                              | Alexis Michalik                        |
| 2016  | Le bleu, blanc rouge de mes cheveux | Josza Anjembe                          |
| 2017  | Marlon                              | Jessica Palud                          |
| 2018  | L'enfant chameau                    | Chabname Zariab                        |
| 2019  | Ne demande pas ton chemin           | Déborah Hassoun                        |
| 2020  | Camille sans contact                | Paul Nouhet                            |
| 2021  | Erratum                             | Giullio Callegari                      |
| 2022  | Je joue Rodrique                    | Johann Dionnet                         |
| 2023  | Un bon garçon                       | Paul Vincent de Lestrade               |

### L'affiche du festival
Chaque année le festival sélectionne un jeune acteur pour devenir son égérie.
| 2014 | Juliette Besson   |
| 2015 | Alice David       |
| 2016 | Amir El Kacem     |
| 2017 | Lou Gala          |
| 2018 | Clémence Boisnard |
| 2019 | Diane Rouxel      |
| 2020 | Rod Paradot       |
| 2021 | Yamée Couture     |
| 2022 | Darren Muselet    |